# Huikou
Huikou är en köping i östra Kina. Den ligger i Susong härad i Anqing i provinsen Anhui, omkring 250 kilometer sydväst om provinshuvudstaden Hefei. Antalet invånare är 29 211. Befolkningen består av 14 699 kvinnor och 14 512 män. Barn under 15 år utgör 19,0 %, vuxna 15-64 år 66 %, och äldre över 65 år 13,0 %.